# ولی یوکوهل (کالیفرنیا)
ولی یوکوهل (به انگلیسی: Yokohl Valley) یک منطقهٔ مسکونی در ایالات متحده آمریکا است که در شهرستان تولار، کالیفرنیا واقع شده‌است. ولی یوکوهل ۱۴۱ متر بالاتر از سطح دریا واقع شده‌است.